# Leucanopsis epinephete
Leucanopsis epinephete là một loài bướm đêm thuộc phân họ Arctiinae, họ Erebidae.